# Kattenrug rijden
Een kattenrug rijden is het laten rijden van een trein over twee overloopwissels, zodat de trein kort na elkaar tweemaal van spoor wisselt, zodanig dat hij weer op het oorspronkelijke spoor terugkeert. Een kattenrug rijden wordt meestal gedaan in het kader van roestrijden.

## Spoorspatting
De term kattenrug wordt in treinjargon ook gebruikt voor een verticale spoorspatting.